# Radioblockcentral
Radioblockcentral eller RBC (Radio Block Center) är en styrcentral för linjeblockering i det europeiska styrsystemet för järnvägar (ERTMS) som ständigt håller reda på var alla tåg utmed en bana befinner sig.
Radioblockcentralen uppdateras varje gång ett tåg passerar en Eurobalis. Följande händer:
- Varje tåg har en sändare / mottagare – "Balise Transmission Module" (BTM) som sänder ut ett elektromagnetiskt fält.
- Detta fält aktiverar en mottagare / sändare – Eurobalis – placerad på spåret. Eurobalisen sänder då ett meddelande om positionen, dvs. var utmed banan tåget befinner sig.
- Meddelandet registreras av tågets BTM.
- Tågets järnvägsanpassade mobiltelefonsystem (GSM-R) sänder positionen vidare till banans radioblockcentral tillsammans med tågnumret.
- Radioblockcentralen uppdaterar sin databas och noterar att sträckan efter balisen nu är upptagen. Detta för att kunna stoppa efterföljande tåg i tid.

När radioblockcentralen noterat tågets position sker följande:
- Radioblockcentralen undersöker hur långt framåt som banan är hinderfri för det positionsrapporterande tåget.
- Med hänsyn till högsta tillåtna hastigheter utmed banan, dess spårgeometri (lutningar och gradienter), tågets bromsförmåga samt närheten till framförvarande hinder (tåg) beräknas en hastighetsprofil (movement authority).
- Hastighetsprofilen återsändes till tåget via GSM-R.
- Profilen visas på en bildskärm framför föraren som även ges en signal om hastigheten ska ändras.
- Om föraren ej reagerar på en hastighetssänkning bromsas tåget automatiskt ner till rätt hastighet.

Tekniken med radioblockcentral ersätter det traditionella systemet med fjärrblockering via spårledningar och ATC. Eftersom Eurobaliserna är billiga kan de placeras ut tätt vilket möjliggör att tågen kan köra tätare efter varandra – flytande eller rullande fjärrblockering och ökar banans kapacitet.